# چلسی آشورست
چلسی آشورست (انگلیسی: Chelsea Ashurst؛ زادهٔ ۲۲ آوریل ۱۹۹۰) بازیکن فوتبال اهل انگلستان است که به عنوان دروازه‌بان برای باشگاه اسپورتینگ دی هوئلوا در لیگ برتر فوتبال زنان اسپانیا بازی می‌کند.